# 霊徹
霊徹（れいてつ、746年 - 816年）は、中国・唐代の僧・詩人。霊澈とも。俗姓は湯。字は源澄。越州の出身。

## 略歴
僧皎然や劉長卿・包佶・李紓といった人士らと交遊を重ね、詩を応酬しあっていた。その詩名が高くなって都・長安で評判となり、宮中にまで伺候するようになった。それを他の僧侶らに妬まれたため、讒言を被った。そのため汀州に流されたがそのうちに許されて都に戻った。その後宣州の開元寺に住し、そこで亡くなった。彼の著『霊澈詩集』・『酬倡集』は現在伝わっていない。

## 伝記資料
- 『宋高僧伝』巻15
- 『全唐詩』巻811
- 『釈氏稽古略』巻3
- 『劉夢得文集』巻21 - 劉禹錫の文集